# (15727) Ianmorison
(15727) Ianmorison ist ein Asteroid des Hauptgürtels, der am 10. Oktober 1990 von Freimut Börngen und Lutz D. Schmadel am Observatorium der Thüringer Landessternwarte Tautenburg entdeckt wurde.
Der Asteroid ist nach Ian Morison benannt, einem Astronomen am Jodrell-Bank-Radioobservatorium der Universität Manchester.